# Stacyville
|  | Per a altres significats, vegeu «Stacyville (Maine)». |

Stacyville és una població dels Estats Units d'Amèrica a l'estat d'Iowa.

## Demografia
Segons el cens dels Estats Units del 2000 Stacyville tenia 469 habitants., 211 habitatges, i 121 famílies. La densitat de població era de 411,5 habitants/km².
Dels 211 habitatges en un 19,4% hi vivien nens de menys de 18 anys, en un 50,2% hi vivien parelles casades, en un 3,3% dones solteres, i en un 42,2% no eren unitats familiars. En el 38,9% dels habitatges hi vivien persones soles el 19,9% de les quals corresponia a persones de 65 anys o més que vivien soles. El nombre mitjà de persones vivint en cada habitatge era de 2,03 i el nombre mitjà de persones que vivien en cada família era de 2,66.
Per edats la població es repartia de la següent manera: un 19,4% tenia menys de 18 anys, un 3% entre 18 i 24, un 19,8% entre 25 i 44, un 20,5% de 45 a 60 i un 37,3% 65 anys o més.
L'edat mediana era de 54 anys. Per cada 100 dones de 18 o més anys hi havia 89 homes.
La renda mediana per habitatge era de 31.544 $ i la renda mediana per família de 36.944 $. Els homes tenien una renda mediana de 26.528 $ mentre que les dones 26.667 $. La renda per capita de la població era de 16.831 $. Entorn del 2,6% de les famílies i el 6,6% de la població estaven per davall del llindar de pobresa.

## Poblacions properes
El següent diagrama mostra les poblacions més properes.